# The Reluctant Debutante
The Reluctant Debutante is een Amerikaanse filmkomedie uit 1958 onder regie van Vincente Minnelli. Het scenario werd destijds uitgebracht in Nederland onder de titel Het weerspannige bakvisje.

## Verhaal
Jimmy Broadbent is een Brits edelman die weinig voelt voor bals en soirees. Broadbents vrouw wil zijn dochter uit een vorig huwelijk koppelen aan een heer van stand. Zij valt uiteindelijk voor een gewone jongen, waar Broadbent meteen goed mee kan opschieten.

## Rolverdeling
| Acteur          | Personage          |
| --------------- | ------------------ |
| Rex Harrison    | Jimmy Broadbent    |
| Kay Kendall     | Sheila Broadbent   |
| John Saxon      | David Parkson      |
| Sandra Dee      | Jane Broadbent     |
| Angela Lansbury | Mabel Claremont    |
| Pete Myers      | David Fenner       |
| Diane Clare     | Clarissa Claremont |